# Nephila antipodiana
Nephila antipodiana — вид павуків із родини Павуків-шовкопрядів. Вид поширений Австралії, Індонезії, Таїланді, Китаї та на Філіппінах. Шовк цього павука містить алкалоїд піролідин, який служить хімічним репелентом, щоб відлякувати мурах від павутини.